# 奥尻港
奥尻港（おくしりこう）は、北海道奥尻郡奥尻町にある港湾。港湾管理者は奥尻町。港湾法上の「地方港湾」、「避難港」に指定されている。

## 港湾施設
主な港湾施設は次の通り。
外郭施設
- 北島防波堤
- 東島防波堤
- 東外防波堤
- 東防波堤
- 南防波堤
- 北外防波堤
- 北防波堤
- 北防波護岸
- 南防波護岸

係留施設
- 新港地区
  - 北物揚場（-3.5 m）
- -6.5 m岸壁
- -4.5 m岸壁
- -6.0 m岸壁
- 南地区
- 南物揚場（-2.5 m）
- 物揚場（-4.0 m）

## 航路
フェリー航路
- ハートランドフェリー
  - 江差
  - 瀬棚（夏期運航） - 2018年（平成30年）度の運航をもって休止[2][3]。

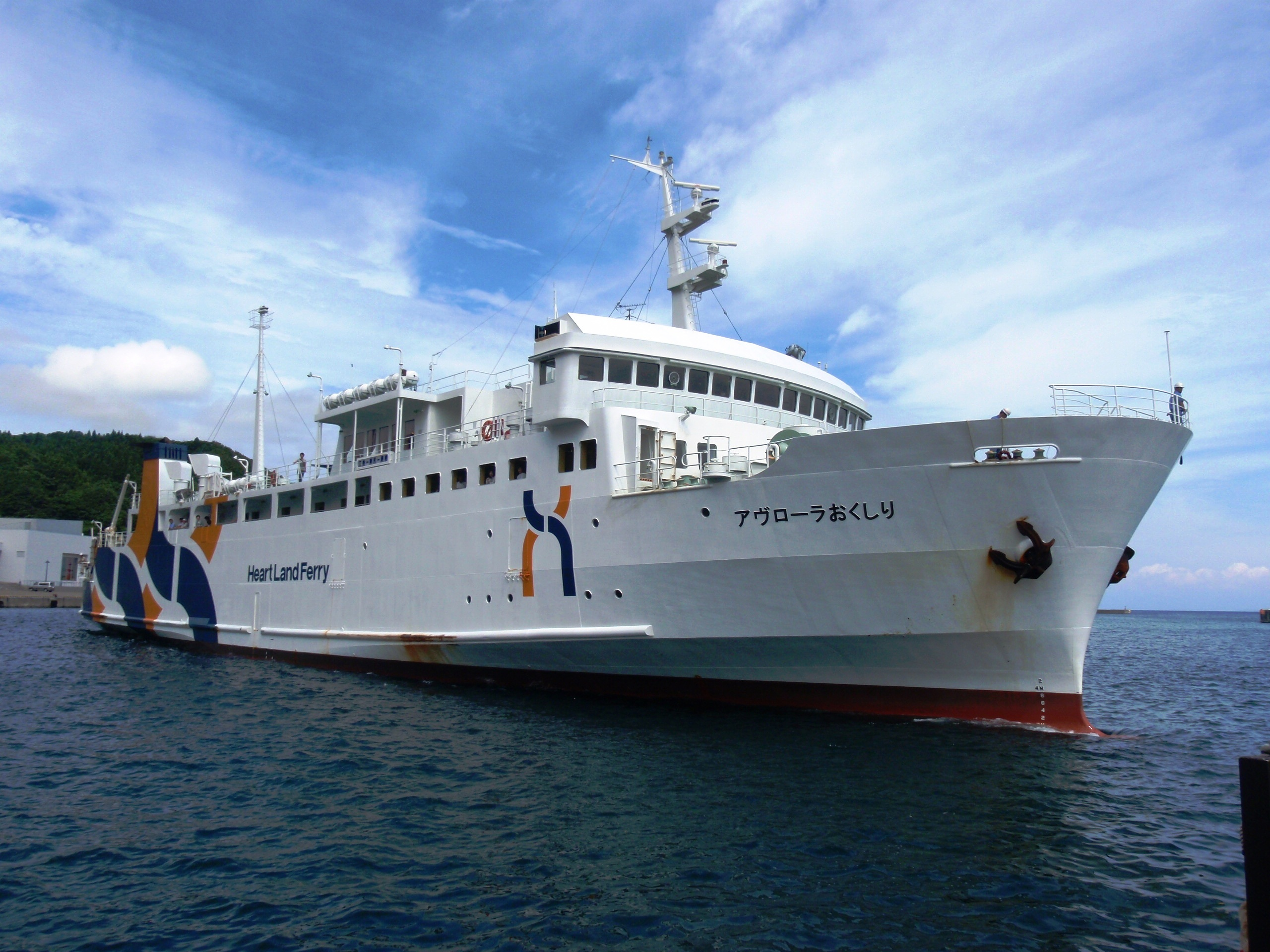
1999年（平成11年）4月16日から2017年（平成29年）4月30日まで就航していた「アヴローラおくしり」（奥尻港にて）（2011年8月）
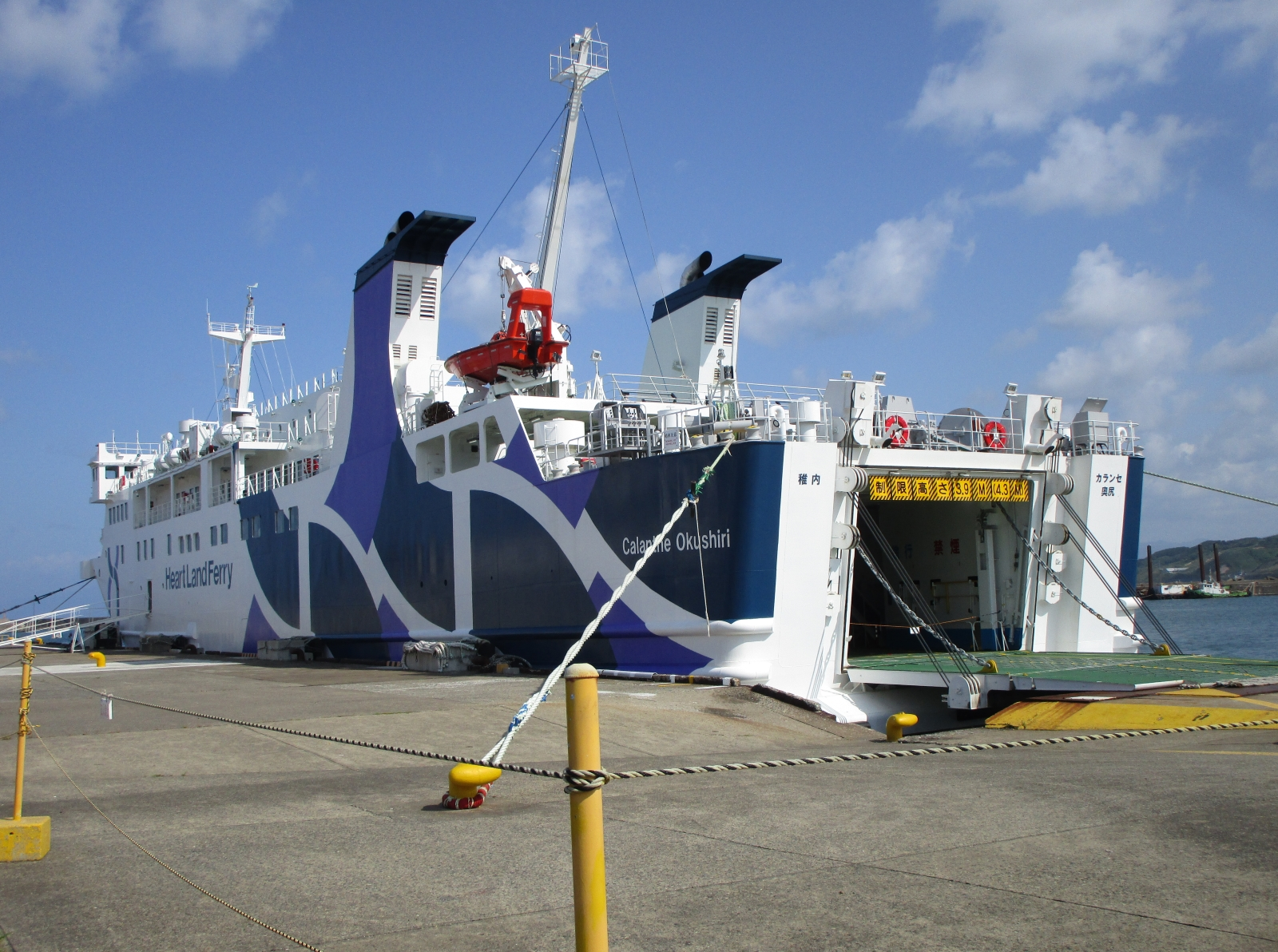
2017年（平成29年）5月1日から就航している「カランセ奥尻」（江差港にて）（2017年8月）

## 沿革
1993年（平成5年）7月12日に発生した「北海道南西沖地震」は奥尻島に甚大な被害をもたらし、奥尻港では液状化現象による岸壁損壊のほか、津波によりフェリーターミナル1階部分が流失するなどの被害を受けた。地震後の数日間はフェリーの運航ができなかったが、同月16日に試験運航を行い、翌日から通常ダイヤで運航した。
- 1951年（昭和26年）：「避難港」指定。奥尻町が港湾管理者となる。
- 1952年（昭和27年）：「奥尻港電探基地整備事業」による拡張工事施行[5]。
- 1966年（昭和41年）：「地方港湾」指定。東堤防波堤灯台完成[5]。
- 1967年（昭和42年）：東日本海フェリー（現在のハートランドフェリー）による江差—奥尻間フェリー航路開設[5]。
- 1977年（昭和52年）：奥尻港旅客上屋（フェリーターミナル）完成[5][6]。瀬棚—奥尻間フェリー航路開設。
- 1991年（平成03年）：フェリー大型化（2,000 t級）。
- 1993年（平成05年）「北海道南西沖地震」発生し、港湾施設被災。
- 1994年（平成06年）：フェリー岸壁災害復旧工事竣工[7]。フェリーターミナル完成[6][7]。
- 1997年（平成09年）：-6.5 m岸壁（耐震）完成。
- 2003年（平成15年）：奥尻港東島防波堤灯台（航路標識）完成[7]。